# Storfjällsgraven

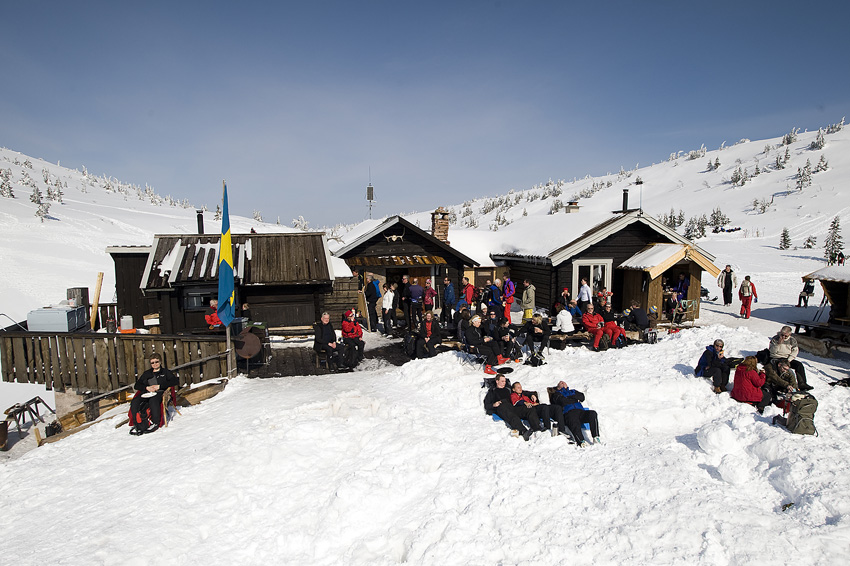
Storfjällsgraven, april 2010.

Storfjällsgraven är en raststuga och restaurang i Sälenfjällen. Det är Sälens äldsta utflyktsmål på fjället, beläget mellan Mellanfjället och Storfjället.

## Historik
När turismen blev allt vanligare i Sälen efter diverse gruppresor flyttades en parstuga 1935 från Sälens by upp till skidområdet vid nuvarande Sälfjällstorget. Stugan fick namnet Sälenstugan.
Från Sälenstugan utgick varje morgon skidturer upp på fjällen i Skid- och friluftsfrämjandet regi. Med tiden växte det fram önskemål om rast- och värmestugor vid de olika utflyktsmålen. 
Storfjällsgravens äldsta stuga är från 1700-talet och transporterades med häst och släde från Brändan vid Sälens by av Gunnar Johansson i slutet av 1940-talet.
Första åren var Storfjällsgraven endast en raststuga. 1951 startade familjen Johansson en restaurang vilken fortfarande är öppen säsongsvis på dagar och kvällar och vid fest.